# Solpugema maraisi
Solpugema maraisi är en spindeldjursart som först beskrevs av Hewitt 1913.  Solpugema maraisi ingår i släktet Solpugema och familjen Solpugidae. Inga underarter finns listade i Catalogue of Life.